# Ayame (imię)
Ayame (jap. あやめ, アヤメ) – głównie żeńskie imię japońskie, rzadko noszone przez mężczyzn.

## Możliwa pisownia
Ayame można zapisać używając wielu różnych znaków kanji i może znaczyć m.in.:
- 菖蒲, „irys”[1]
- 彩女, „irys”

## Znane osoby
- Ayame (彩雨), klawiszowiec japońskiego zespołu Matenrō Opera
- Ayame Ikehata (あやめ), japońska aktorka
- Ayame Koike (彩夢), japońska aktorka
- Ayame Takahashi, japońska mangaka
- Ayame Goriki, japońska aktorka
- Ayame Yoshizawa (菖蒲), sławny japoński aktor kabuki, onnagata (mężczyzna grający role kobiet)

## Fikcyjne postacie
- Ayame, postać z anime InuYasha
- Ayame, postać z gier sagi „Tenchu”
- Ayame, postać z anime Naruto (córka sprzedawcy w Ichiraku Ramen)
- Ayame (あやめ), postać z mangi i anime Bleach (jedna z sześciu wróżek należących do Orihime Inoue, kobieta)
- Ayame Ikaruga (あやめ), bohaterka mangi i anime Samurai Harem: Asu no Yoichi
- Ayame Jōnōchi (綾女), bohaterka mangi i anime Ouran High School Host Club
- Ayame Sarutobi (あやめ), bohaterka serii Gintama
- Ayame Sōma (綾女), bohater mangi i anime Fruits Basket
- Ayame Umekouji (あやめ), bohaterka mangi i anime Strawberry Panic!